# Łojki (Grajewo)
Łojki ist ein Ort in der polnischen Woiwodschaft Podlachien und gehört zur Landgemeinde Grajewo im Powiat Grajewski (Kreis Grajewo). Łojki – zwischen 1975 und 1998 zur Woiwodschaft Łomża zugehörig – ist eins der kleinsten Dörfer innerhalb der Landgemeinde Grajewo, gleichwohl aber eines von 49 Schulzenämtern.

## Geografische Lage und Verkehrsanbindung
Das kleine Dorf Łojki liegt zehn Kilometer südwestlich der Stadt Grajewo an einer Nebenstraße, die Grajewo über Okół mit Pienążki verbindet. Innerorts mündet eine aus östlicher Richtung von Kapice über Przechody kommende Landstraße.
An der östlichen Ortsgrenze verläuft die Landesstraße 65, die von Gołdap (Goldap) über Ełk (Lyck) nach Białystok und weiter bis Bobrowniki an der Grenze nach Belarus führt – im Raum Grajewo parallel zur Staatsbahnlinie Nr. 38 Głomno (Glommen)–Bartoszyce (Bartenstein)–Ełk–Białystok, deren nächste Bahnstation Podlasek ist.

## Kirche
Die überwiegend katholische Bevölkerung ist der Pfarrei Białaszewo im Dekanat Grajewo innerhalb des Bistums Łomża der Katholischen Kirche in Polen zugeordnet. Die nächstgelegene evangelische Kirchengemeinde ist die in Ełk, einer Filialgemeinde von Pisz (Johannisburg) in der Diözese Masuren der Evangelisch-Augsburgischen Kirche in Polen.